# Serie A 1942-1943 (pallacanestro maschile)
Il campionato italiano maschile di pallacanestro 1942-1943 rappresenta la ventitreesima edizione del massimo campionato italiano di pallacanestro.
Il campionato è un girone all'italiana di dodici squadre, con partite d'andata e ritorno. La vittoria vale 2 punti, la sconfitta 0 ed è previsto il pareggio che vale 1 punto.
La Reyer Venezia vince il suo secondo scudetto consecutivo: ancora una volta alle sue spalle si classificano Virtus Bologna (2°) e Mussolini Roma. Il GUF Palermo, neopromosso, deve rinunciare al campionato dopo la prima giornata a causa della seconda guerra mondiale; la seconda retrocessa è il GUF Pavia.
Dopo l'Armistizio del 8 settembre 1943 e la caduta del regime, tutti i G.U.F. vengono soppressi e l'attività sportiva a livello nazionale viene sospesa. Pertanto tutte le società emanazione diretta dei G.U.F. automaticamente perdono il diritto sportivo, che in ogni caso di fatto perderà valore in generale. Infatti, con la ripresa delle attività e dei campionati nella stagione 1945/46, per due stagioni, le categorie FIP classiche (Serie A e Serie B) rimarranno accantonate per essere sostituite da tornei a "serie unica" e fasi regionali, interregionali di qualificazione e finali di classificazione. Inoltre molte società in questa fase di transizione, mutarono pure denominazione ovvero molte furono sciolte e ricostituite ex novo. In pratica, alla ripresa rimasero attive solo quattro società delle dodici partecipanti alla massima serie.

## Classifica
|  |     | Classifica finale 1942-1943      | Pt | G  | V  | N | P  | PtF | PtS |
|  | --- | -------------------------------- | -- | -- | -- | - | -- | --- | --- |
|  | 1.  | Reyer Venezia                    | 35 | 20 | 17 | 1 | 2  | 711 | 421 |
|  | 2.  | Virtus Bologna                   | 34 | 20 | 17 | 0 | 3  | 668 | 379 |
|  | 3.  | Mussolini Roma                   | 30 | 20 | 15 | 0 | 5  | 635 | 425 |
|  | 4.  | Ginnastica Triestina             | 26 | 20 | 12 | 2 | 6  | 613 | 435 |
|  | 5.  | Dop.Borletti Olimpia Milano (-3) | 23 | 20 | 13 | 0 | 7  | 585 | 402 |
|  | 6.  | CRDA Monfalcone                  | 18 | 20 | 9  | 0 | 11 | 578 | 522 |
|  | 7.  | ILVA Trieste                     | 18 | 20 | 8  | 2 | 10 | 539 | 583 |
|  | 8.  | GUF Napoli                       | 9  | 20 | 4  | 1 | 15 | 391 | 743 |
|  | 9.  | GUF Livorno                      | 8  | 19 | 4  | 0 | 15 | 392 | 617 |
|  | 10. | Giordana Genova                  | 8  | 20 | 4  | 0 | 16 | 431 | 722 |
|  | 11. | GUF Pavia                        | 6  | 19 | 3  | 0 | 16 | 436 | 730 |
|  | --- | GUF Palermo                      | -  | -  | -  | - | -  | -   | -   |

- Borletti Milano penalizzata di tre punti per tre rinunce.
- GUF Palermo si ritirò dopo la prima giornata per i rischi connessi all'imminente invasione degli Alleati. Tutti i risultati furono annullati con conseguente esclusione dal campionato.

 tutte società che cessarono l'attività a fine stagione 1942/43

## Risultati
| Risultati            | MI    | MO    | GTS   | GE    | LI    | NA    | PV    | ITS   | RM    | VE    | BO    |
| -------------------- | ----- | ----- | ----- | ----- | ----- | ----- | ----- | ----- | ----- | ----- | ----- |
| Borletti Milano      |       | 40-36 | 22-20 | 55-29 | 46-15 | 33-17 | 55-23 | 34-23 | 31-24 | 10-18 | 25-26 |
| CRDA Monfalcone      | 27-34 |       | 16-19 | 39-7  | 37-23 | 45-27 | 51-12 | 33-30 | 21-40 | 11-15 | 17-18 |
| Ginnastica Triestina | 2-0   | 17-24 |       | 43-15 | 43-23 | 70-12 | 47-21 | 21-21 | 26-16 | 31-26 | 28-29 |
| Giordana Genova      | 20-29 | 20-33 | 5-27  |       | 29-15 | 26-18 | 24-19 | 36-47 | 12-33 | 21-46 | 18-32 |
| GUF Livorno          | 9-41  | 26-21 | 25-33 | 33-23 |       | 25-24 | -     | 20-25 | 29-32 | 18-35 | 17-44 |
| GUF Napoli           | 16-50 | 31-30 | 25-23 | 29-23 | 17-26 |       | 32-24 | 17-17 | 19-42 | 16-47 | 6-49  |
| GUF Pavia            | 23-36 | 22-41 | 24-46 | 21-27 | 40-22 | 25-19 |       | 31-27 | 27-39 | 22-29 | 18-35 |
| ILVA Trieste         | 2-0   | 29-39 | 29-32 | 55-31 | 31-15 | 27-19 | 44-34 |       | 21-40 | 23-54 | 19-36 |
| Mussolini Roma       | 2-0   | 34-21 | 40-29 | 59-26 | 30-21 | 42-11 | 48-17 | 24-26 |       | 27-25 | 25-21 |
| Reyer Venezia        | 38-25 | 40-23 | 32-32 | 41-22 | 35-13 | 69-14 | 48-19 | 37-28 | 26-23 |       | 28-24 |
| Virtus Bologna       | 32-19 | 38-13 | 30-24 | 48-17 | 31-17 | 50-22 | 60-14 | 30-15 | 16-15 | 19-22 |       |

## Verdetti
- Campione d'Italia:  Reyer Venezia

Formazione: Marcello De Nardus, Frezza, Aldo Bach, Enrico Garbosi, Guido Garlato, Luciano Montini, Giuseppe Stefanini, Sergio Stefanini. Allenatore: Carmelo Vidal.
- Retrocesse: GUF Pavia, GUF Palermo; entrambe sparirono alla ripresa dei campionati.
- Non ammesse al campionato 1945-1946: Mussolini Roma, CRDA Monfalcone, ILVA Trieste, GUF Livorno, GUF Napoli, Giordana Genova.